# Fantômette et la Télévision
Fantômette et la Télévision est le 8e roman de la série humoristique Fantômette créée par Georges Chaulet.
Le roman, publié en 1966 dans la Bibliothèque rose des éditions Hachette, comporte 187 pages. 
Il évoque la tentative de Fantômette de faire échec à une personne qui sabote le tournage d'un film, peut-être pour rechercher un mythique trésor caché dans le château où a lieu le tournage.
Il s'agit de la première aventure de Fantômette où ses amies Ficelle et Boulotte ne sont pas des personnages du récit.

## Notoriété
De 1961 à 2000, les ventes cumulées des titres de Fantômette s'élèvent à 17 millions d'exemplaires, traductions comprises.
Le roman Fantômette et la Télévision a donc pu être vendu à environ 200 000 exemplaires.
Comme les autres romans, il a été traduit en italien, espagnol, portugais, en flamand, en danois, en finnois, en turc, en chinois et en japonais.

## Personnages
- Françoise Dupont / Fantômette : héroïne du roman
- Marquise de Tour-les-Plessis : châtelaine
- Boris Brindisi : réalisateur
- Pommard : assistant réalisateur
- Marjolaine : actrice
- Bernard-Bertrand : acteur
- Colonel Cromagnon : acteur
- Bolduke : journaliste
- « Scribouillette » : script-girl
- « Bibi » : habilleuse
- Baptiste : majordome de la marquise
- Polisson : chat de la marquise de Tour-les-Plessis

## Résumé
Remarque : le résumé est basé sur l'édition cartonnée non abrégée parue en 1966 en langue française.
- Mise en place de l'intrigue (chapitres 1 à 3)

Un téléfilm est tourné au sein du château de la marquise de Tour-les-Plessis. Ce téléfilm met en scène les exploits de Fantômette (le titre du film est « Fantômette et le Fantôme »). Au cours du tournage, un sabotage du matériel a lieu. 
La véritable Fantômette, qui n'a pas pu s'empêcher de venir au château pour découvrir comment ses aventures étaient adaptées, décide d'enquêter. Elle rencontre Marjolaine, la jeune actrice chargée de jouer son rôle. Fantômette propose à la jeune actrice, qui accepte, d'échanger de temps en temps leurs personnes afin qu'elle puisse enquêter au sein du tournage.
- Aventures et enquête (chapitres 4 à 13)

La nuit suivante, Fantômette découvre que quelqu'un explore le château sans se faire voir. Alors qu'elle est près de l'inconnu(e), Fantômette reçoit un coup de poing qui l’assomme à moitié.
La jeune aventurière apprend que, selon une légende transmise à travers les siècles, le château contiendrait une cachette recelant un trésor composé de poudre d'or, caché par l'ancêtre de la marquise de Tour-les-Plessis au Moyen Âge. Fantômette pense que la personne qui l’a agressée recherche peut-être ce trésor.
Le lendemain, pour le tournage d'une scène, Marjolaine doit assommer avec un bâton de cinéma (en plastique) Bernard-Bertrand, l'acteur jouant le rôle du « méchant ». Or le bâton a été trafiqué et a été rempli de plomb : l'acteur est assommé par la jeune fille.
Le jour suivant, Fantômette prend la place de Marjolaine. Un troisième sabotage a lieu : l'échelle sur laquelle elle a pris place s'écroule et la jeune fille tombe par terre, heureusement sans blessure grave.
Poursuivant son enquête, Fantômette découvre que son adversaire recherche un vieux livre, L'histoire des Cavaliers, qui révèlerait l'emplacement du trésor. Ce dernier se trouverait « derrière le mort ». Fantômette suppose aussi que son adversaire a commis les trois sabotages pour retarder la fin du tournage et lui permettre de rechercher le trésor. Il a aussi lu le livre  L'histoire des Cavaliers et sait désormais où, en théorie, se trouve le trésor. Ainsi, tout va aller très vite : les sabotages vont cesser car l'adversaire sait où chercher le trésor.
Le soir même, lors du repas, les membres de l'équipe de tournage, Fantômette et la marquise de Tour-les-Plessis entendent des bruits suspects en provenance du toit et aperçoivent une forme blanche : un fantôme ! Celui-ci disparaît peu après.
Le lendemain matin, un télégramme informe le réalisateur Boris Brindisi qu'un important producteur d'Hollywood souhaite le rencontrer avec son équipe de tournage. Le réalisateur et la plupart des membres de son équipe se rendent à cent kilomètres de à pour y rencontrer ce producteur. Brindisi découvre que c'était un canular : personne ne l'a contacté. Pendant ce temps, Fantômette est restée au château. Elle a compris que son adversaire a envoyé un faux télégramme pour pouvoir rechercher le trésor sans être gêné. 
Fantômette découvre l'identité de son mystérieux adversaire : il s'agit du journaliste Bolduke. Alors que l’un et l’autre se trouvent sur le toit du château, ils ont une explication. C'était lui le « fantôme » aperçu la veille au soir sur le toit. L'homme a compris que le trésor se trouvait « derrière le more », une statue située sur le toit. Il frappe Fantômette, qui tombe du toit. Il la transporte, assommée, dans une cave du château. Puis il retourne sur le toit et défonce la statue du more à coup de masse : la statue est vide !
- Dénouement et révélations finales (chapitres 14 à 16, épilogue)

Fantômette révèle à Bolduke qu'il ne fallait pas comprendre « derrière le more » mais « derrière le mors », en l’honneur des chevaux qu'affectionnait tant le seigneur du XIIe siècle. Bolduke trouve une pierre sur laquelle est inscrit un cheval : il descelle la pierre et met à jour une inscription de Fantômette se moquant de lui. Fantômette, qui s'est libérée, le fait prisonnier. L'homme est remis à la gendarmerie. Fantômette révèle la cachette du trésor et ce dernier est remis à la marquise de Tour-les-Plessis. Dans l’épilogue, on apprend que la marquise utilise ce trésor pour rénover et reconstruire le château de se aïeux. Pour sa part le réalisateur Brindisi pense à tourner un nouveau téléfilm, qui aurait pour titre « Fantômette contre les Martiens ».

## Autour du roman
- Une autre aventure de Fantômette avec la recherche d'un trésor dans un château : Fantômette contre Charlemagne (1974).
- Les Sept font du cinéma (1977), autre roman de la bibliothèque rose mettant en scène des aventuriers lors du tournage d'un film.